# Polycanthagyna erythromelas
Polycanthagyna erythromelas là loài chuồn chuồn trong họ Aeshnidae. Loài này được McLachlan mô tả khoa học đầu tiên năm 1896.